# غيل زور (بشاريات الغربي)
غیل زور (بالفارسية: گیل زور) هي قرية تقع في إيران في قسم بشاریات الغربي الریفي. يقدر عدد سكانها بـ 566 نسمة .